# Mistrzostwa Świata w Biathlonie 1969
9. Mistrzostwa świata w Biathlonie 1969 odbyły się w Zakopanem. Zawodnicy startowali w dwóch konkurencjach: biegu indywidualnym mężczyzn na 20 km i sztafecie mężczyzn 4x7,5 km. Własny teren nie pomógł polskim reprezentantom, nie zdobyli ani jednego medalu.

## Wyniki

### Bieg indywidualny
| Pozycja | Zawodnik                | Narodowość     | Strzelanie   | Wynik     |
| ------- | ----------------------- | -------------- | ------------ | --------- |
|         | Aleksandr Tichonow      | ZSRR           | 5 (2+1+1+1)  | 1:22:46,2 |
|         | Rinat Safin             | ZSRR           | 3 (0+1+1+1)  | +2,8      |
|         | Magnar Solberg          | Norwegia       | 5 (1+1+1+2)  | +1:14,5   |
| 4.      | Nikołaj Puzanow         | ZSRR           | 4 (0+2+2+0)  | +2:12,7   |
| 5.      | Miki Shibuya            | Japonia        | 3 (2+1+0+0)  | +2:13,7   |
| 6.      | Horst Koschka           | NRD            | 3 (2+0+1+0)  | +2:52,8   |
| 7.      | Joachim Günther         | NRD            | 0 (0+0+0+0)  | +2:54,3   |
| 8.      | Pavel Ploc              | Czechosłowacja | 2 (0+0+1+1)  | +3:06,3   |
| 9.      | Jon Istad               | Norwegia       | 5 (1+2+1+1)  | +3:41,7   |
| 10.     | Olle Petrusson          | Szwecja        | 3 (0+2+1+0)  | +3:42,3   |
| 11.     | Vilmoș Gheorghe         | Rumunia        | 2 (0+2+0+0)  | +3:52,6   |
| 12.     | Stanisław Łukaszczyk    | Polska         | 4 (0+1+2+1)  | +4:37,4   |
| 13.     | Juhani Hiekkala         | Finlandia      | 4 (0+1+1+2)  | +4:40,1   |
| 14.     | Wiktor Mamatow          | ZSRR           | 6 (1+1+2+2)  | +4:58,6   |
| 15.     | Hans-Gert Jahn          | NRD            | 3 (2+0+0+1)  | +5:24,9   |
| ...     |                         |                |              |           |
| 20.     | Józef Gąsienica-Sobczak | Polska         | 7 (2+2+2+1)  | +6:36,4   |
| 24.     | Józef Różak             | Polska         | 5 (0+3+2+0)  | +7:36,5   |
| 46.     | Stanisław Szczepaniak   | Polska         | 14 (1+9+0+4) | +15:45,7  |

### Sztafeta
| Pozycja | Zawodnicy                                                             | Reprezentacja  | Strzelanie | Wynik     |
| ------- | --------------------------------------------------------------------- | -------------- | ---------- | --------- |
|         | Aleksandr Tichonow Wiktor Mamatow Rinat Safin Władimir Gundarcew      | ZSRR           | ?          | 1:57:55,1 |
|         | Jon Istad Ragnar Tveiten Magnar Solberg Esten Gjelten                 | Norwegia       | ?          | 2:03:58,6 |
|         | Kalevi Vähäkylä Mauri Röppänen Mauno Luukkonen Esko Marttinen         | Finlandia      | ?          | 2:05:04,1 |
| 4.      | Ladislav Žižka Pavel Ploc Stanislav Fajstavr Vladimir Jezabel         | Czechosłowacja | ?          | 2:06:37,8 |
| 5.      | Hans-Gert Jahn Joachim Günther Horst Koschka Dieter Speer             | NRD            | ?          | 2:06:48,0 |
| 6.      | Józef Różak Józef Gąsienica-Sobczak Stanisław Łukaszczyk Józef Stopka | Polska         | ?          | 2:10:28,1 |
| 7.      | Miki Shibuya Yoshiyuki Shirate Isao Ono Yoshio Ninomine               | Japonia        | ?          | 2:11:12,2 |
| 8.      | Daniel Claudon René Arpin Jean-Claude Viry Aimé Gruet-Masson          | Francja        | ?          | 2:11:34,5 |

## Klasyfikacja medalowa
| Miejsce | Państwo   |   |   |   | Razem |
| ------- | --------- | - | - | - | ----- |
| 1       | ZSRR      | 2 | 1 | 0 | 3     |
| 2       | Norwegia  | 0 | 1 | 1 | 2     |
| 3       | Finlandia | 0 | 0 | 1 | 1     |